# 斯蒂芬·桑切斯
斯蒂芬·桑切斯（Stephen Saunders），是美国电视连续剧《24》中的虚构角色，是第三季的最大反派。由保罗·布莱克桑(Paul Blackthorne)扮演。

## 角色备注
- 斯堤芬·桑德斯这个角色的部分灵感来自于007系列电影中黃金眼的大反派Alec Trevelyan。他们都是前军情六处的高级特工，都被假定死亡，“生前”是主角的朋友，但却成为了一个大反派。

| 前任： 彼得·金士利 | 《24》主要反派 第三季 | 繼任： 哈比·馬旺 |